# Suyeong-dong
Suyeong-dong (koreanska: 수영동)  är en stadsdel i staden Busan i den sydöstra delen av Sydkorea, 300 km sydost om huvudstaden Seoul. Den ligger i stadsdistriktet Suyeong-gu.